# Apostolische Personaladministration St. Johannes Maria Vianney
Die Apostolische Personaladministration St. Johannes Maria Vianney (lateinisch Apostolica Administratio personalis Sancti Ioannis Mariae Vianney, portugiesisch Administração Apostólica Pessoal S. João Maria Vianney) ist eine römisch-katholische Einrichtung mit Sitz in Campos dos Goytacazes zugunsten von Altritualisten auf dem Gebiet und in den Grenzen des Bistums Campos.

## Entstehung
Die Personaladministration geht zurück auf das Wirken des vormaligen Bischofs Antônio de Castro Mayer (1904–1991), den Kardinal Bernardin Gantin am 1. Juli 1988 wegen seiner Mitwirkung an den Bischofsweihen für die Priesterbruderschaft St. Pius X. für exkommuniziert erklärte. De Castro Mayer führte in seiner Amtszeit als Bischof von Campos die nach dem 2. Vatikanum erneuerten liturgischen Bücher der römisch-katholischen Kirche in seiner Diözese nicht ein und organisierte nach seinem Rücktritt 1981 unter dem Namen „Priestervereinigung vom hl. Johannes Maria Vianney“ (União Sacerdotal São João Maria Vianney, „SSJV“) eine altritualistische Alternativorganisation zu der von seinem ordentlich bestellten Nachfolger, Bischof Carlos Alberto Etchandy Gimeno Navarro, geleiteten Diözese.
Den Tod ihres Gründers am 25. April 1991 überlebte die von ihm begründete Vereinigung im Zusammenwirken mit der Lefebvre-Priesterbruderschaft St. Pius X. Deren Bischöfe Bernard Tissier de Mallerais, Alfonso de Galarreta und Richard Williamson erteilten am 28. Juli 1991 in São Fidelis im brasilianischen Bundesstaat Rio de Janeiro dem Vorsitzenden der Priestervereinigung, dem vormaligen Diözesanpriester Licínio Rangel (1936–2002), die Bischofsweihe.

## Apostolische Personaladministration 2002

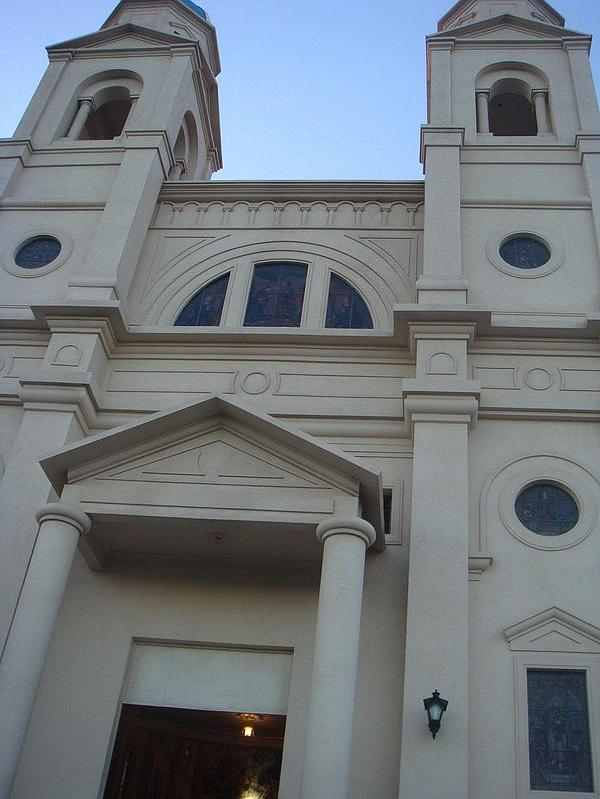
Hauptfassade der Kirche des laufenden Administration.

Ein Jahrzehnt später (ab Ende 2000) handelte Licinio Rangel mit dem Vatikan die Modalitäten einer Rückkehr der „Vereinigung vom hl. Johannes Maria Vianney“ (SSJV) und ihrer 25 Priester in die volle Gemeinschaft der römisch-katholischen Kirche aus. Dazu gehörte, dass die Vereinigung kirchenrechtlich am 18. Januar 2002 als Apostolische Personaladministration auf dem Territorium der Diözese Campos errichtet wurde. Ende 2001 wurde Rangels Exkommunikation aufgehoben, er selbst zum Titularbischof von Zarna ernannt und zum ersten Apostolischen Administrator bestimmt. Wegen schwerer Erkrankung erhielt er am 28. Juni 2002 einen Bischofskoadjutor in der Person des zum Titularbischof von Cedamusa ernannten Fernando Areas Rifan (* 25. Oktober 1950). Dieser wurde am 18. August 2002 von Kardinal Darío Castrillón Hoyos, dem Präfekten der Kleruskongregation, und Licinio Rangel nach dem älteren Pontificale Romanum (in seiner 1962 gebrauchten Fassung) zum Bischof geweiht. Bischof Rifan übernahm mit dem Tod seines Vorgängers am 16. Dezember 2002 dessen Nachfolge.

## Gegenwart
Die Personaladministration zählte im Jahr 2014 34 Priester und fast 33.000 Gläubige (gegenüber 89 Priestern und 957.000 Gläubigen der Diözese Campos im Jahr 2013). Sie benutzt die liturgischen Bücher des Römischen Ritus, wie sie unter Papst Johannes XXIII. in Kraft gewesen sind („Liturgie von 1962“). Die Konzelebration von Eucharistiefeiern in der erneuerten Form wird jedoch nicht abgelehnt.
Die Union mit der SSJV gilt manchen als Modell für eine mögliche Wiedervereinigung der Priesterbruderschaft St. Pius X. mit dem römischen Papst.

## Administratoren der Apostolischen Personaladministration St. Johannes Maria Vianney
- Licínio Rangel OVS (18. Januar 2002 – 16. Dezember 2002, gestorben)
- Fernando Areas Rifan, seit dem 16. Dezember 2002

## Statistik
| Jahr | Bevölkerung | Bevölkerung | Bevölkerung | Priester     | Priester         | Priester       | Priester               | Ständige Diakone | Ordensleute  | Ordensleute      | Pfarreien |
| Jahr | Katholiken  | Einwohner   | %           | Gesamtanzahl | Diözesanpriester | Ordenspriester | Katholiken je Priester | Ständige Diakone | Ordensbrüder | Ordensschwestern | Pfarreien |
| ---- | ----------- | ----------- | ----------- | ------------ | ---------------- | -------------- | ---------------------- | ---------------- | ------------ | ---------------- | --------- |
| 2002 | 27.730      | ?           | ?           | 26           |                  | 26             | 1.066                  |                  |              |                  | 19        |
| 2003 | 27.500      | ?           | ?           | 26           |                  | 26             | 1.057                  |                  |              |                  | 17        |
| 2004 | 28.325      | ?           | ?           | 28           |                  | 28             | 1.011                  |                  |              |                  | 6         |
| 2006 | 33.000      | ?           | ?           | 25           |                  | 25             | 1.320                  |                  |              |                  | 149       |
| 2007 | 31.000      | ?           | ?           | 30           |                  | 30             | 1.033                  |                  |              |                  | 152       |
| 2009 | 29.247      | ?           | ?           | 31           |                  | 31             | 943                    |                  |              |                  | 142       |
| 2014 | 32.813      | ?           | ?           | 34           |                  | 34             | 965                    |                  |              | 33               | 140       |
| 2020 | 29.250      | ?           | ?           | 38           |                  | 38             | 769                    |                  |              | 37               | 124       |